# Alfred von Glehn
Alfred von Glehn, né le 18 janvier 1858 à Reval et mort le  12 décembre 1927  à Berlin, est un    violoncelliste et professeur au Conservatoire de Moscou (1890-1921). Violoncelliste virtuose, il fit des apparitions réussies à Leipzig, Dresde, Vienne, Paris et Londres et joua notamment en trio avec Taneïev, Ziloti, Safonov, Auer et Hřímalý. Il eut comme étudiants notables Mikhail Bukinik, Gregor Piatigorsky, Alexander Kreïn, Kazimierz Wiłkomirski, Anna Saulowna Lyuboshits ou encore Minjar-Belorutschew.